# فايجرنت
فاجرنت هو برمجية حرة (بالإنجليزية: Vagrant)‏ هو حزمة برمجية لتحقيق الحوسبة الافتراضية أو مراقبة الأجهزة الافتراضية في الأنظمة الحاسوبية ذات المعمارية x86 وAMD64/Intel64،يمكن اعتباره كنموذج التصميم المحول
منذ النسخة 1,1 فايجرنت صار مستقل عن فيرشوال بوكس ويعمل أيضا مع برمجيات أخرى كفي إم وير
 بُرمج في الأصل بالروبي ويمكن استعماله في تطور برامج بالبي إتش بي أو بايثون  الجافا أو الجافاسكريبت.
يدعم فاجرنت محاكاة بيئة افتراضية متوافقة مع الكثير من أنظمة التشغيل (لينكس، ويندوز، ماك، أوبن سولاريس.. إلخ). نسخة البرنامج  مجانية.

## وصلات خارجية
- الموقع الرسمي